# Holíč
Holíč (in ungherese Holics, in tedesco Holitsch ed in precedenza Weißkirchen an der March) è una città della Slovacchia facente parte del distretto di Skalica, nella regione di Trnava. La città è conosciuta per la produzione di ceramiche, che ebbe il suo periodo d'oro tra la metà del Settecento e quella dell'Ottocento.
Ha dato i natali a Daniel Rapant (1897-1988), importante storico slovacco.